# Sybil Danning
Sybil Danning (født 24. maj 1952) er en østrigsk skuespiller kendt for sine præstationer i en række lavtbudgetterede science fiction- og actionfilm, typisk som sexet, aggressiv amazonetype. I Quentin Tarantinos Death Proof samt i den komplette Grindhouse (2007) dukker hun op som Gretchen Krupp i afsnittet Werewolf Women of the SS. Hun var på forsiden af Playboy i august 1983.

## Udvalgte film
- Komm nur, mein liebstes Vögelein (1968)
- Liebesmarkt in Dänemark (1970)
- Siegfried und das sagenhafte Liebesleben der Nibelungen (1971)
- The Three Musketeers (1973)
- The Four Musketeers (1974)
- Meteor (1979)
- The Concorde ... Airport '79 (1979)
- Battle Beyond the Stars (1980)
- Hercules (1983)
- Chained Heat (1983)
- Howling II: Stirba - Werewolf Bitch (1985)
- Reform School Girls (1986)
- Amazon Women on the Moon (1987)
- Grindhouse (2007)
- Halloween (2007)